# Christian Kramp
Pour les articles homonymes, voir Kramp.
Christian Kramp est un mathématicien alsacien né le 8 juillet 1760 à Strasbourg et mort le 13 mai 1826 dans la même ville.

## Biographie
Le père de Christian Kramp était professeur au lycée de Strasbourg. Kramp étudia la médecine. Après avoir reçu son diplôme, il exerça dans les environs — le domicile de ses patients s'étendait dans un secteur assez large. Cependant, il s'intéressait à bien d'autres choses que la médecine, et en plus d'un grand nombre de publications médicales, il publia un ouvrage sur la cristallographie en 1793. En 1795, la France annexa la Rhénanie dans laquelle Kramp exerçait. Il devint alors professeur à Cologne (cette ville étant française de 1794 à 1815), enseignant les mathématiques, la chimie et la physique.
Kramp fut nommé professeur de mathématiques à Strasbourg en 1809. Il fut élu à la section de géométrie de l'Académie des sciences en 1817. Comme Bessel, Legendre et Gauss, Kramp travailla sur la fonction factorielle généralisée qui s'applique aux nombres qui ne sont pas des entiers. Son travail sur les factorielles est indépendant de ceux de Stirling et de Vandermonde. Il fut le premier à utiliser la notation n! (Éléments d'arithmétique universelle, 1808). En fait, le concept de factorielle plus général fut trouvé à la même époque par Arbogast.

## Publications
- Christian Kramp, Analyse des réfractions astronomiques et terrestres, Philipp Jakob Dannbach, 1799 (lire en ligne)
- Extraits des Éléments d'arithmétique universelle